# Pachycephalidae
Famille
Les Pachycephalidae (ou pachycéphalidés) sont une famille de passereaux constituée de six genres et de près d'une soixantaine d'espèces.

## Systématique
Dans la révision 3.4 (2013) de sa classification taxinomique de référence, le Congrès ornithologique international applique à cette famille les multiples révisions proposées par divers auteurs au cours des dernières années.
Ainsi, Norman et al. (2009) montrent que le Rhagologue maillé (Rhagologus leucostigma) et le Siffleur à nuque rousse (Aleadryas rufinucha) n'appartiennent pas à cette famille et sont pour l'instant de placement taxinomique indéterminé (incertae sedis).
Jønsson et al. (2008), Dumbacher et al. (2008), Norman et al. (2009) et Jønsson et al. (2010) montrent que le Pitohui huppé est parent du Siffleur à nuque rousse et du Carillonneur huppé (Oreoica gutturalis) mais pas des autres pitohuis. Ces deux dernières espèces sont donc elles aussi placées en incertae sedis, et le Pitohui huppé est de plus déplacé dans le genre Ornorectes.
Les travaux de Jønsson et al. (2008, 2010), Dumbacher et al. (2008) et Dumbacher (2013) aboutissent à une révision complète du genre Pitohui qui était polyphylétique. Il ne conserve que deux des six espèces dont il était constitué jusque-là. Il s'y ajoute deux nouvelles espèces séparées de Pitohui kirhocephalus, et il est déplacé dans la famille des Oriolidae. Trois espèces qui appartenaient auparavant à ce genre (Pitohui incertus, Pitohui ferrugineous et Pitohui nigrescens) sont conservées dans la famille des Pachycephalidae sous les noms scientifiques respectifs de Pseudorectes incertus (Pitohui à ventre clair), Pseudorectes ferrugineus (Pitohui rouilleux) et Melanorectes nigrescens (Pitohui noir).
Toujours suivant Jønsson et al. (2008, 2010), le Pitohui de Sangihe (Colluricincla sanghirensis) est déplacé dans le genre Coracornis, et le Pitohui des Palau (Colluricincla tenebrosa) dans le genre Pachycephala.

### Liste phylogénique des genres
D'après la classification de référence du Congrès ornithologique international (version 9.2, 2019) :
- Coracornis Riley, 1918 (2 espèces)
- Melanorectes Sharpe, 1877 (1 espèce)
- Pachycephala Vigors, 1825 (48 espèces)
- Pseudorectes Sharpe, 1877 (2 espèce)
- Colluricincla Vigors & Horsfield, 1827 (11 espèces)

Genres ayant appartenu à cette famille :
- Aleadryas Iredale, 1956 (1 espèce)
- Falcunculus Vieillot, 1816 (1 espèce)
- Oreoica Gould, 1838 (1 espèce)
- Pitohui Lesson, 1831 (6 espèces)
- Rhagologus Stresemann & Paludan, 1934 (1 espèce)

### Liste des espèces
D'après la classification de référence du Congrès ornithologique international (version 9.2, 2019) :